# ニール・アスピノール
ニール・アスピノール（Neil Aspinall, 1941年10月13日 - 2008年3月24日）はイギリス の音楽業界関係者。ビートルズが設立した「アップル・コア」を運営し、「5人目のビートルズ」と称されることもあった。

## 生涯
1941年10月、ウェールズのプレスタティン生まれ。リヴァプール・インスティテュート在学時にポール・マッカートニーとジョージ・ハリスンと知り合い、友人となる。1961年、モナ・ベストと結婚、息子のローグ・ベストが誕生した。ビートルズ結成後は、ロードマネージャーとして彼らに関わっていたが、1968年にビートルズが自分達の会社アップル・コアを設立すると、代表を任されるようになり、ビートルズ解散以後も一貫して代表を務めることとなる。
以後約40年に渡ってアップルの運営に携わったが、2007年4月10日に引退し、同社を去る。2008年3月24日、肺癌のため死去。66歳であった。